# Leichtathletik-Weltmeisterschaften 2009/Teilnehmer (Katar)
| Gelbes Symbol für Goldmedaillen mit stilisierten Olympischen Ringen | Graues Symbol für Silbermedaillen mit stilisierten Olympischen Ringen | Braundes Symbol für Bronzemedaillen mit stilisierten Olympischen Ringen |
| ------------------------------------------------------------------- | --------------------------------------------------------------------- | ----------------------------------------------------------------------- |
| —                                                                   | —                                                                     | 1                                                                       |

Der Leichtathletik-Verband Katars stellte neun Athleten bei den Leichtathletik-Weltmeisterschaften 2009 in Berlin.

## Ergebnisse

### Männer

#### Laufdisziplinen
| Athlet                | Disziplin        | Vorlauf        | Vorlauf | Viertelfinale | Viertelfinale | Halbfinale         | Halbfinale         | Finale             | Finale             |
| Athlet                | Disziplin        | Zeit           | Platz   | Zeit          | Platz         | Zeit               | Platz              | Zeit               | Platz              |
| --------------------- | ---------------- | -------------- | ------- | ------------- | ------------- | ------------------ | ------------------ | ------------------ | ------------------ |
| Samuel Francis        | 100 m            | 10,21 s        | 4       | 10,20 s       | 18            | nicht qualifiziert | nicht qualifiziert | nicht qualifiziert | nicht qualifiziert |
| Mohamad al-Garni      | 1500 m           | 3:50,55 min    | 46      |               |               | nicht qualifiziert | nicht qualifiziert | nicht qualifiziert | nicht qualifiziert |
| James Kwalia          | 5000 m           | 13:23,57 min   | 13      |               |               |                    |                    | 13:17,78 min       | Bronze             |
| Saif Saaeed Shaheen   | 5000 m           | 13:26,35 min   | 17      |               |               |                    |                    | nicht qualifiziert | nicht qualifiziert |
| Ahmad Hassan Abdullah | 10.000 m         |                |         |               |               |                    |                    | 27:45,03 h SB      | 11                 |
| Nicholas Kemboi       | 10.000 m         |                |         |               |               |                    |                    | DNF                | DNF                |
| Mubarak Hassan Shami  | Marathon         |                |         |               |               |                    |                    | DNF                | DNF                |
| Abubaker Ali Kamal    | 3000 m Hindernis | 8:18,95 min SB | 9       |               |               |                    |                    | 8:19,72 min        | 12                 |

#### Sprung/Wurf
| Athlet              | Disziplin  | Qualifikation | Qualifikation | Finale             | Finale             |
| Athlet              | Disziplin  | Weite/Höhe    | Platz         | Weite/Höhe         | Platz              |
| ------------------- | ---------- | ------------- | ------------- | ------------------ | ------------------ |
| Ahmed Mohamed Dheeb | Diskuswurf | 59,16 m       | 24            | nicht qualifiziert | nicht qualifiziert |